# SN 2007ta
SN 2007ta – supernowa typu Ia odkryta 4 października 2007 roku w galaktyce A011315-0001. Jej jasność pozostaje nieznana.